# Eisothistos nowrae
Eisothistos nowrae är en kräftdjursart som beskrevs av Gary C.B. Poore och Lew Ton 2002. Eisothistos nowrae ingår i släktet Eisothistos och familjen Expanathuridae. Inga underarter finns listade i Catalogue of Life.